# Finančna straža (Italija)
Finančna straža (uradno [Corpo della guardia di finanza] Napaka: {{Jezik-xx}}: prečrkovanje latn besedila (pomoč); splošno le Guardia di finanza, italijanska izgovorjava: [ˈɡwardja di fiˈnantsa]; kratica: GdF) je italijanski specialni policijski korpus, ki spada pod neposredno pristojnost ministra za ekonomijo in finance ter je hkrati urejen po principu vojaške strukture ter je del Italijanskih oboroženih sil kot tudi Javne sile. Primarno je odgovorna za boj proti finančnemu kriminalu (davčna utaja, ponarejanje denarja,...) in tihotapstvu (vključno z ilegalnimi prestopi meje), v zadnjih letih pa tudi proti drogam, mafiji, terorizmu,..., pri čemer pa opravlja tudi klasične policijske naloge za zaščito javnega reda in miru. Trenutno ima Finančna straža čez 600 čolnov in ladij ter več kot 100 zrakoplovov, s katerimi nadzoruje italijanske teritorialne vode.
Finančno stražo vodi poveljujoči general Finančne straže; trenutno položaj zaseda korpusni general Nino Di Paolo in kateremu pomaga podpoveljujoči general Finančne straže; trenutno položaj zaseda korpusni general Virgilio Elio Cicciò.

## Zgodovina
Finančna straža izhaja iz Legije lahkih enot (Legione truppe leggere), katero je 5. oktobra 1774 ustanovil Viktor Amadej III. Savojski, kralj Sardinije; legija je postala prva specialna enota, zadolžena za finančni nadzor meje in hkrati za vojaško obrambo kraljevine. Po združitviji Italije je bil leta 1862 ustanovljen Korpus carinskih stražnikov (Corpo delle Guardie doganali), ki pa je bil leta 1881 preoblikovan v Korpus kraljeve finančne straže (Corpo della Regia Guardia di Finanza). Od leta 1907 so pripadniki Kraljeve finančne straže na uniformah po vzoru vojske nosili peterokrake zvezde, od leta 1908 pa je bil vojaški red razširjen tudi na Kraljevo finančno stražo, čeprav so na njeno delovanje vplivali tudi policijski predpisi Kraljeva finančna straža je v času obeh svetovnih vojn dosegla tudi vojaške uspehe, zaradi katerih je bila večkrat odlikovana.